# Orchestre symphonique français
L'Orchestre symphonique français est un orchestre symphonique français fondé et dirigé par Laurent Petitgirard en 1989 et dissous en 1997.

## Historique
L'Orchestre symphonique français est fondé en 1989 à Paris par le compositeur et chef d'orchestre Laurent Petitgirard qui en est le directeur musical jusqu'à sa dissolution en 1997, celui-ci prenant la tête de l'Orchestre Colonne. Il est composé d'une quarantaine de musiciens. Son fonctionnement est totalement indépendant avec un financement privé sans subventions publiques. À la suite de sa dissolution, l'orchestre enregistre ponctuellement des musiques de film pour le cinéma et la télévision.

## Créations
- Sud, Graciane Finzi (1992)
- À ciel ouvert, Anthony Girard (1992)
- Svoboda, Marian Kouzan (1992)
- Terzo concerto pour guitare, marimba et cordes, Ennio Morricone (1992)
- Le marathon suite symphonique, Laurent Petitgirard (1992)
- Les Voiles de la nuit, Antoine Tisné (1992)
- Orama, Demis Visvikis, sous la direction d'Anton Nanut[2] (1992)
- Folia, Nicolas Bacri (1993)
- Mansion del canto, Tomás Marco (1994)
- Concerto pour violoncelle, Laurent Petitgirard (1994)
- Et le septième ange sonna, Ivan Jevtic (1995)
- Isabeinas, Antonio Ruiz-Pipó (1995)
- William Shakespeare, Nicolas Bacri (1996)
- Éveil, Gérard Condé (1996)
- Fantaisie concertante pour piano et orchestre, Thierry Escaich (1996)